# Tetraphenylhydrazin
Tetraphenylhydrazin ist eine farblose und kristalline organisch-chemische Verbindung mit einem Schmelzpunkt von 144 °C.

## Herstellung
Es bildet sich bei der Oxidation von Diphenylamin mit Kaliumpermanganat in Aceton:

## Eigenschaften und Reaktivität
Tetraphenylhydrazin löst sich in Benzol und anderen nichtionisierenden Lösungsmitteln mit grüner Farbe. Diese ungewöhnliche Erscheinung ist begründet in einer Dissoziation zu Diphenylstickstoff, einem freien Radikal, das durch die beiden Phenylreste mesomeriestabilisiert ist. Eine Erhöhung von Temperatur und Verdünnung begünstigt die Dissoziation.
Diphenylstickstoff kann durch die Reaktion mit anderen freien Radikalen (z. B. Thiphenylmethyl-Radikal) abgefangen werden:
Mit Stickstoffmonoxid reagiert das Diphenylstickstoff-Radikal zu N-Nitrosodiphenylamin.